# Захисна сумка

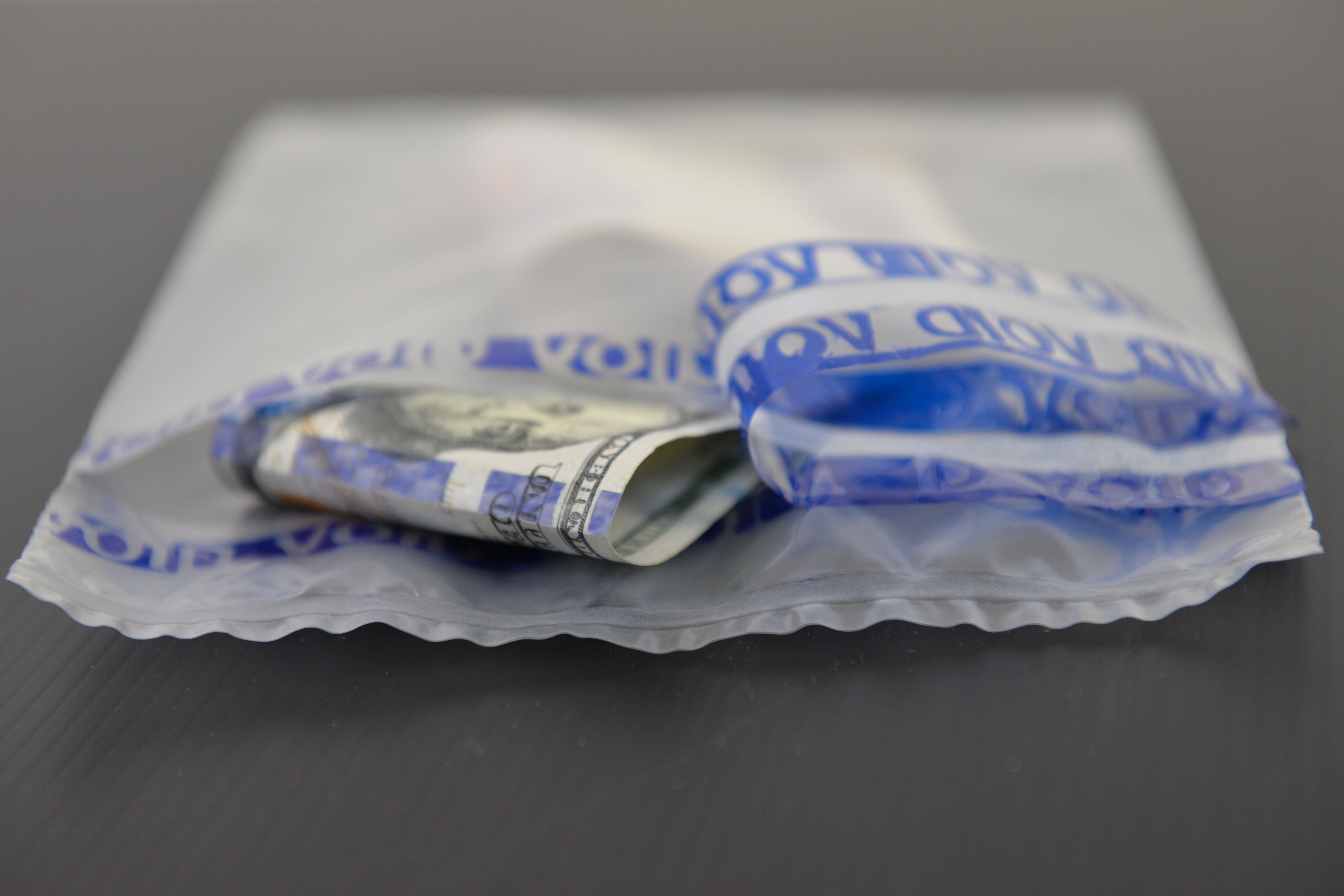
Захищена від пошкоджень стрічка для сумки забезпечує додатковий рівень безпеки

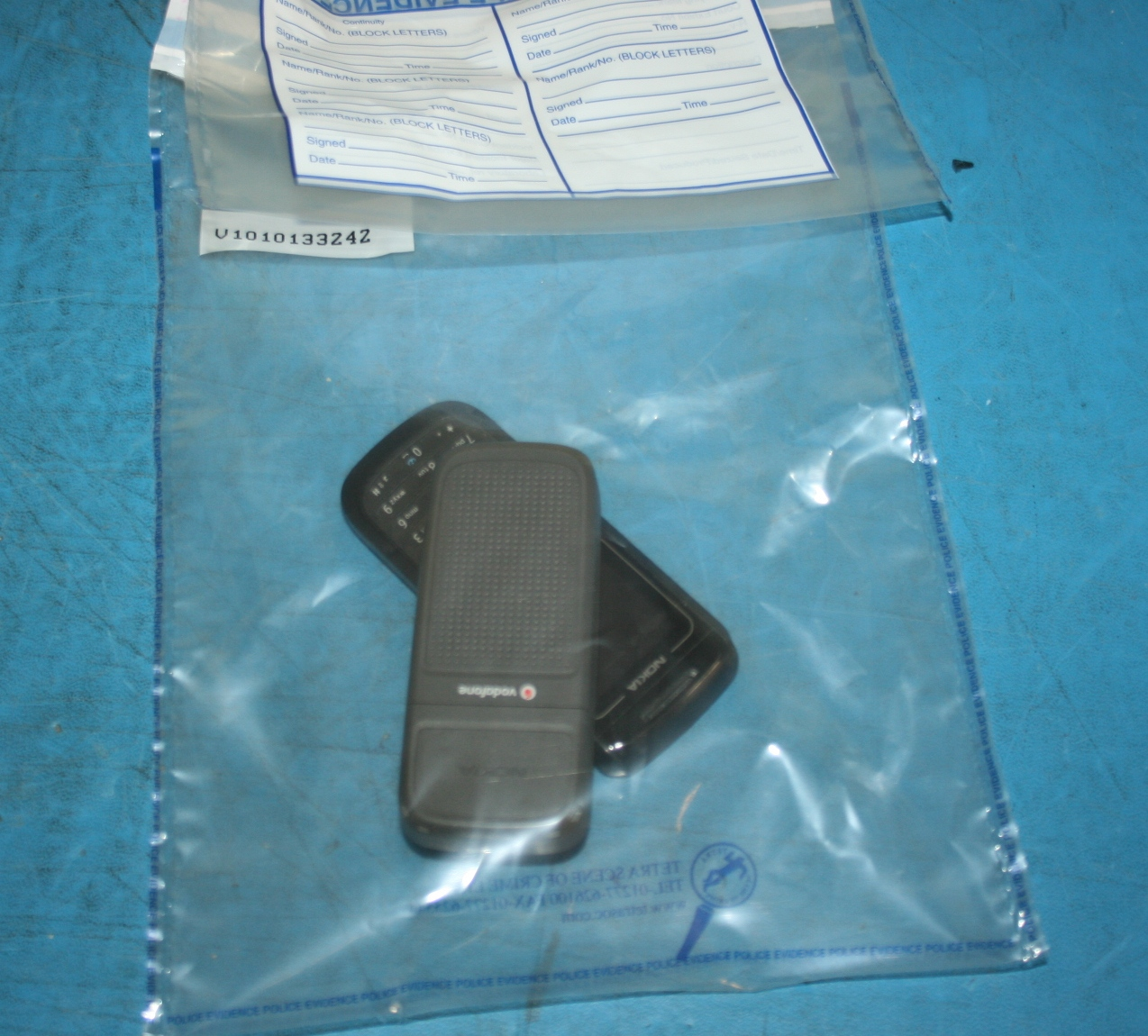
Пакет для речових доказів

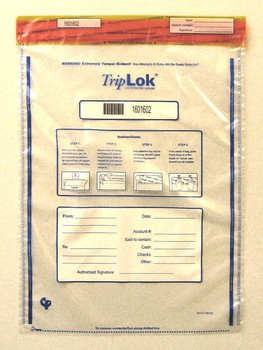
Валютний мішок

Захисна сумка або Сейф-пакет — міцна сумка, яка використовується для перевезення цінних товарів, документів або юридично важливих предметів. Готівку для депозиту в банку часто поміщають у спеціальну депозитну сумку з елементами захисту.   Для зберігання предметів, пов'язаних зі злочином, використовуються спеціальні пакети для речових доказів.  Часто потрібне засвідчення автентичності підписів і ланцюга зберігання .

## Конструкція
Захисні пакети або конверти можуть бути спеціально розробленими пластиковими, паперовими або тканинними. Пакети або конверти можуть бути стійкими до розкриття, щоб ускладнити несанкціоноване проникнення; часто важливіше, щоб вони були помітними для розкриття, щоб вказати, коли відбулося несанкціоноване проникнення.
Пакети та конверти часто закриваються за допомогою вбудованого клею, чутливого до тиску, на клапані, що закривається; видалення розблокувального вкладиша дозволяє зручно закрити пакет. У конструкцію клапана можуть бути включені кілька типів захисних елементів, які призначені для незворотної індикації відкриття.       
Також використовуються окремі захисні стрічки. Індикаторні пломби використовують різні механізми роботи, кожен з яких має свої переваги та недоліки.
Часто додається така документація, як етикетки для завірених підписів для зберігання та ярлики ланцюга постачання.

## Використання
Жоден засіб захисту не може вважатися «захищеним від несанкціонованого доступу».  Для забезпечення кращої гарантії безпеки необхідні шари функцій TR і TE, а також ширші системи захисту. Всі засоби захисту можуть бути зламані обізнаною особою, яка має достатньо часу та доступ до спеціальних інструментів, розчинників, екстремальних температур, інших захисних пакетів, захисних стрічок тощо.